# Вооружённые силы Турецкой Республики Северного Кипра
Командование сил безопасности (тур. Güvenlik Kuvvetleri Komutanlığı) ― вооружённые силы частично признанной Турецкой Республики Северного Кипра. 
Численность войск и сил составляет 3 500 человек, в основном это призывники турки-киприоты в возрасте от 18 до 40 лет. В воинское формирование входят наземные, воздушные и морские боевые единицы. Командование сил безопасности поддерживается турецкими вооруженными силами Северного Кипра, дислоцированными на острове, чья численность, по разным оценкам, составляет от 17 500 до 30 000 солдат и офицеров.

## История
Ещё до обретения независимости турецкая община Кипра имела свои собственные полувоенные формирования (Турецкая организация обороны), обученные и экипированные турецкой армией. В 1967 году эти силы были переименованы в Мухахит (Mücahit; «моджахеды»), а в 1975 году Мухахит был переименован в Силы безопасности турок-киприотов. В 1974 году Турция возглавила вторжение на Северный Кипр с целью защиты турецкого меньшинства после того, как переворот в Греции вызвал угрозу объединения острова с Грецией. С тех пор на Кипре не было крупных боевых действий, и ТРСК продолжает оставаться независимой страной, хотя и тесно связанной с Турцией в военном и политическом отношении.

## Организация
Силы безопасности турок-киприотов находятся под командованием турецкой армии. Главнокомандующий Силами безопасности назначается Турецкими вооруженными силами и имеет звание генерал-майора, в то время как глава турецких вооруженных сил на Северном Кипре имеет более высокое звание генерал-лейтенанта.
В Силы безопасности входит 4 пехотных полка и Командование береговой охраны. Кроме того, полицейские формирования ТРСК входят в состав Сил безопасности. Состав Сил безопасности следующий:
- 1-й пехотный полк;
- 2-й пехотный полк;
- 3-й пехотный полк;
- 4-й пехотный полк;
- Береговая охрана;
- ВВС и ПВО;

По словам наблюдателей, значительная часть бюджета вооружённых сил ТРСК покрывается турецкой стороной. Турецкие вооружённые силы также занимаются подготовкой солдат и офицеров ТРСК и поставляют туркам-киприотам снаряжение. Считается также, что большинство офицеров ТРСК перешли из рядов офицерского корпуса турецкой армии и все операции Сил безопасности контролируются турецкой армией.

## Силы
По состоянию на 2009 год численность Сил безопасности составляло около 9 000 человек. В состав вооружённых сил входило пятнадцать батальонов в двух бригадах, пехотных батальонах. Солдаты были вооружённых стрелковым оружием, также были несколько артиллерийских подразделений, оснащённых миномётами.
Береговая охрана Северного Кипра насчитывает 18 судов: это KKTC SG 01 (класс: Turk type 8; постройка: 1997―2000 годы; в строю с 2000 года).